# Hua Guofeng

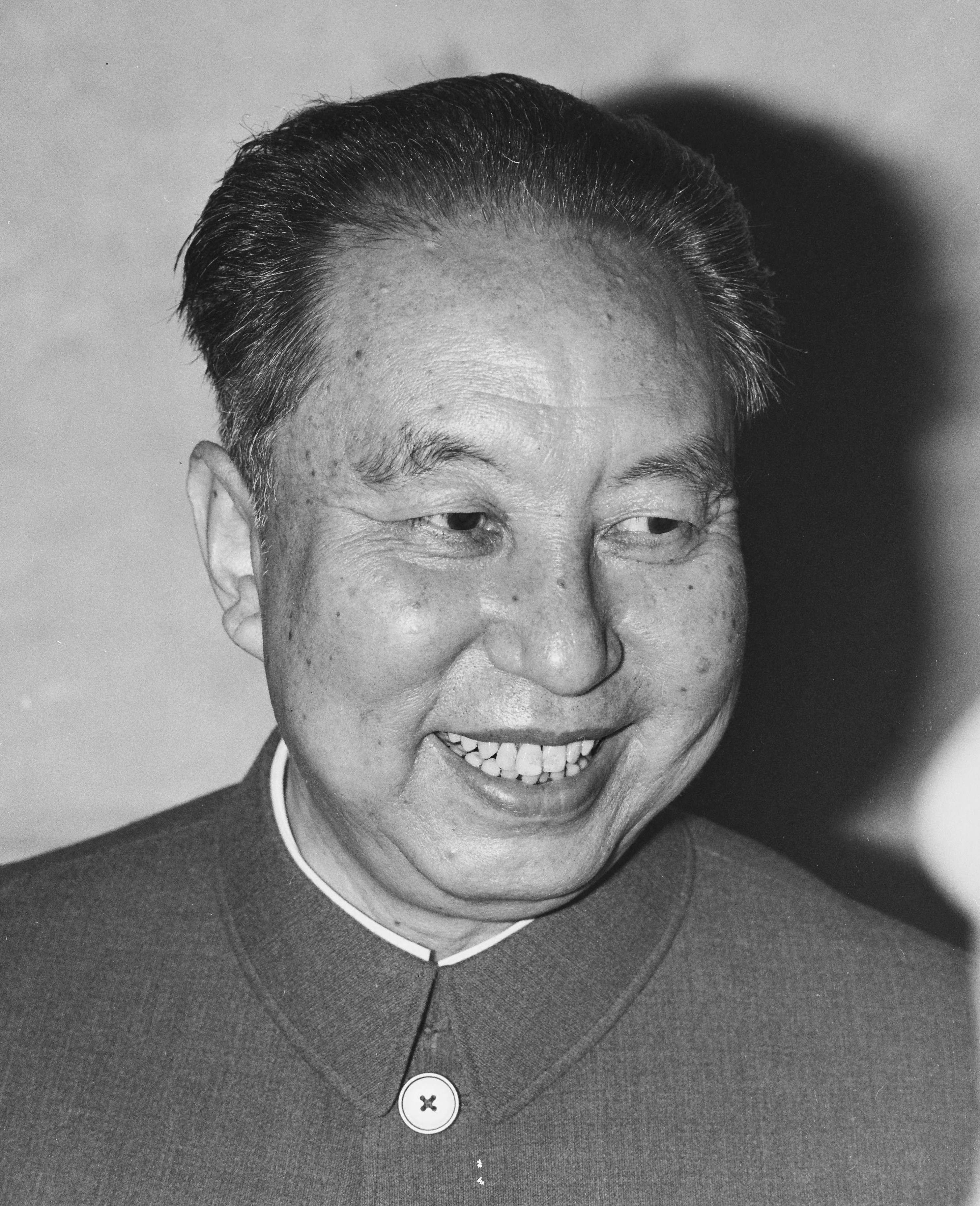
Hua Guofeng im Jahr 1979

Hua Guofeng (chinesisch 華國鋒 / 华国锋, Pinyin Huà Guófēng; ursprünglicher Name Sū Zhù 苏铸; * 16. Februar 1921 in Jiaocheng (Provinz Shanxi); † 20. August 2008 in Peking) war ein chinesischer Politiker. Er wurde 1976 als Nachfolger von Mao Zedong Vorsitzender des Zentralkomitees der Kommunistischen Partei Chinas.
In seiner kurzen Amtszeit vollzog sich der Übergang zur von Deng Xiaoping dominierten Periode der Reform und Öffnung der Volksrepublik China.

## Herkunft
Hua Guofeng stammte aus einer Familie armer Bauern im Kreis Jiaocheng, Stadt Lüliang, Provinz Shanxi. Infolge einer Naturkatastrophe musste die Familie das Gebiet verlassen und sich im Norden in der benachbarten Provinz Shaanxi ansiedeln, wo die chinesischen Kommunisten sich 1935 nach ihrem Langen Marsch sammelten. Um diese Zeit trat Hua der Volksbefreiungsarmee bei, in der er gegen die japanischen Invasoren und dann gegen die Truppen der nationalistischen Guomindang kämpfte.

## Laufbahn in Hunan

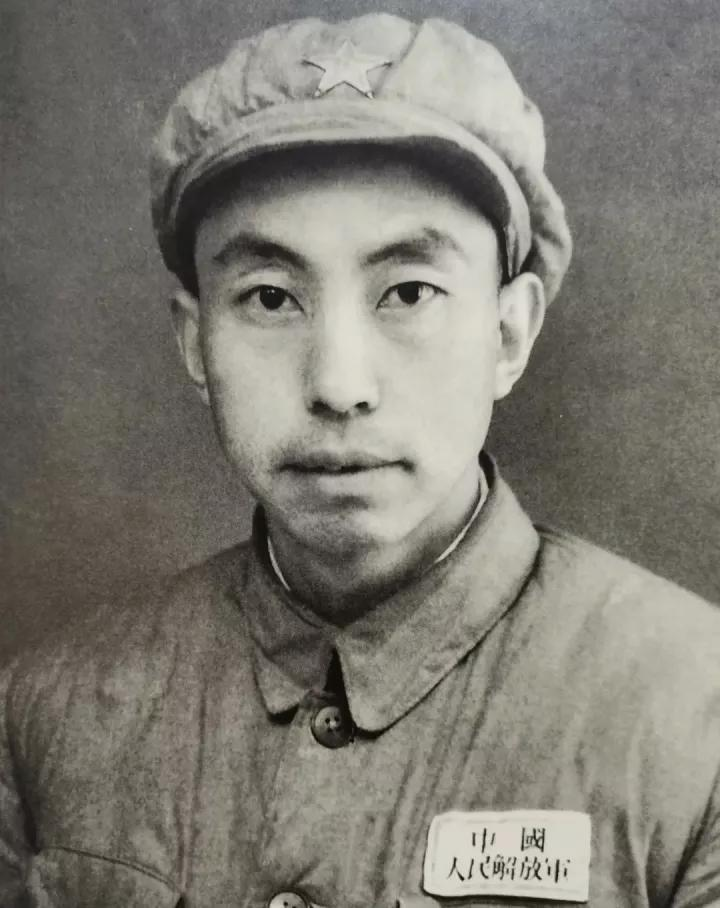
Hua Guofeng, 1949

1949, im Gründungsjahr der Volksrepublik China, hielt Hua sich in der Provinz Hunan auf, wo er seine politische Laufbahn als Parteisekretär auf Kreisebene begann. Er erwarb sich den Ruf eines fleißigen und gewissenhaften Parteiarbeiters und tat sich 1955 in der Bewegung zur Bildung landwirtschaftlicher Genossenschaften hervor. Da in seinem Kreis Xiangtan Mao Zedongs Geburtsort Shaoshan liegt, fiel es Hua leicht, die Aufmerksamkeit des „Großen Vorsitzenden“ zu erlangen, der ihn auf einem Heimatbesuch kennenlernte. Mao empfahl 1959, Hua zum Parteisekretär der Provinz Hunan zu wählen. 1964 wurde Hua erstmals Abgeordneter des Nationalen Volkskongresses.
In der 1966 begonnenen Kulturrevolution, als zahlreiche etablierte Funktionäre von „Roten Garden“ als „Revisionisten“, „Rechtsabweichler“ und „Machthaber auf dem kapitalistischen Weg“ gestürzt wurden, konnte Hua Guofeng hingegen seinen Aufstieg fortsetzen. Dabei steht außer Zweifel, dass er in der Provinzparteileitung von Hunan Verantwortung für die Niederschlagung unabhängiger linksradikaler Bewegungen trug – in Hunan war die Gruppe Shengwulian (Proletarische Allianz) mit ihrem Manifest „Wohin geht China?“ hervorgetreten, in dem nicht nur der Parteiapparat, sondern sogar Mao kritisiert wurde. 1969 wurde Hua auf dem 9. Parteitag ins Zentralkomitee der KPCh gewählt.

## Aufstieg in die Zentrale
1971 wurde Hua in Peking mit der Leitung eines Ausschusses zur Untersuchung der Affäre um den plötzlich verschwundenen Verteidigungsminister und designierten Mao-Nachfolger Lin Biao beauftragt. Dieser soll, so das Ergebnis, einen Putsch geplant, vor der drohenden Enttarnung aber die Flucht in Richtung Sowjetunion angetreten haben, wobei sein Flugzeug über der Mongolei abgestürzt sei.
1973 stieg Hua auf dem 10. Parteitag ins Politbüro auf. 1975 wurde er Minister für Öffentliche Sicherheit.
Im Herbst desselben Jahres hielt Hua das Hauptreferat auf einer nationalen Konferenz zum „Lernen von Dazhai“ in der Landwirtschaft. Das Dorf Dazhai in der Provinz Shanxi, dessen Einwohner „in heroischen Arbeitseinsätzen“ in der rauen Hügellandschaft fruchtbares Ackerland gewonnen hatten, galt seit 1964 als Vorbild in der Bewegung „Sich auf die eigene Kraft stützen“. In seinen Ausführungen bediente sich Hua der aus der Kulturrevolution stammenden linksradikalen Rhetorik – fortwährende Revolutionierung, Fortsetzung des Klassenkampfs, Bekämpfung kapitalistischer Tendenzen –, setzte gleichzeitig aber deutliche Akzente auf die Mechanisierung und rapide Produktionssteigerung als eigentlichen Zweck der Schaffung von Kreisen vom „Typ Dazhai“ mit großen Kollektiveinheiten. In dieser „produktivistischen“ Argumentation deutete sich ein Gegensatz zur extrem linken Strömung um Maos Frau Jiang Qing an, von der Hua zuvor gefördert worden war, da die radikale Linke darin eine „revisionistische“ Abkehr vom Primat der Politik zugunsten eines „Primats der Produktivkräfte“ sah.

## Nachfolger Zhou Enlais und Mao Zedongs
Als Ministerpräsident Zhou Enlai am 8. Januar 1976 starb, wurde Hua provisorisch zum geschäftsführenden Ministerpräsidenten ernannt. Endgültig übernahm er dieses Amt, nachdem er als Sicherheitsminister am 5. April die spontane Massenkundgebung in Peking hatte auflösen lassen, auf der anlässlich des Totengedenkfests Trauer um Zhou Enlai bekundet, aber auch scharfe Kritik an der nach dem Durchmarsch zur Macht strebenden radikalen Fraktion geübt wurde. Anschließend wurde der von Zhou Enlai geförderte Deng Xiaoping beschuldigt, Anstifter des als „konterrevolutionär“ bezeichneten Zwischenfalls gewesen zu sein, und aller Ämter enthoben. Dabei spielte Hua eine Schlüsselrolle. Mao soll damals zu ihm gesagt haben: „Wenn du die Führung übernimmst, kann ich beruhigt sein.“ Hua leitete daraus später seinen Anspruch auf die Nachfolge Maos ab – tatsächlich bezog sich diese Vertrauensbekundung zunächst wohl eher auf seine Zuständigkeit in der Kampagne gegen Deng. Jedoch signalisierte seine Ernennung zum Ersten Stellvertretenden Parteivorsitzenden klar eine Aufwertung Huas, in dem Mao wahrscheinlich einen zuverlässigeren und solideren Gefolgsmann sah als in der radikalen Gruppe um seine Frau, die wegen ihrer aggressiven und haarspalterischen Kampagnenpolitik unpopulär war.
Obwohl Hua im Frühjahr 1976 mit den Radikalen gegen Deng Xiaoping zusammengearbeitet hatte, zog er es nach dem Tode Mao Zedongs im September vor, in der Parteiführung eine neue Koalition der Mitte zu bilden, die sich gegen die Radikalen stellte. Die Gruppe um Jiang Qing wurde als „Viererbande“ verhaftet. Als neuer Parteivorsitzender hatte Hua prominente Symbolfiguren des links-maoistischen Kurses wie den Landwirtschafts-Pionier Chen Yonggui, Sicherheitsapparat-Kräfte wie den langjährigen Chef von Maos Leibregiment, Wang Dongxing, vor allem aber einflussreiche Militärveteranen wie Ye Jianying auf seiner Seite.
Huas Propagandaapparat ließ, nach dem Vorbild der Kampagne gegen Lin Biao von 1971, die „Viererbande“ als eine als „Linke“ getarnte Gruppe ultrarechter konterrevolutionärer Verschwörer darstellen, die durch „Mobilisierung lumpenproletarischer und asozialer Elemente“ den sozialistischen Aufbau sabotiert habe, um eine „feudalfaschistische Diktatur“ zu errichten. Hua versuchte, sich selbst als den berufenen, wahrhaft treuen Nachfolger Maos darzustellen; durch Änderung seiner Frisur bemühte er sich sogar um eine optische Angleichung an den Vorgänger.
Er gab die Doktrin der „Zwei Alles“ aus: an allen Entscheidungen Maos sei festzuhalten, und alle seine Weisungen seien auszuführen. Obwohl an die Rhetorik der Kulturrevolution anknüpfend, wandte sich Huas Regime allerdings gegen deren antiautoritäre und anarchische Inhalte. Während Mao die „revolutionäre Unordnung“ liebte, propagierte Hua die „große Ordnung“. In einer blutigen Säuberungswelle gegen Anhänger der „Viererbande“ im Frühjahr 1977 wurden zahlreiche ehemalige Aktivisten der Kulturrevolution verhaftet und viele von ihnen hingerichtet.
Hua nahm das von Zhou Enlai proklamierte Programm der „Vier Modernisierungen“ in Landwirtschaft, Industrie, Wissenschaft und Armee, das die „Viererbande“ sabotiert hatte, wieder auf. In den Betrieben wurde rigorose Disziplin durchgesetzt und die strenge Einhaltung von Vorschriften gefordert – im Gegensatz zur Praxis der maoistischen Linken, die stets forderte, den Sinn von Vorschriften kritisch zu überprüfen und auf unsinnige Reglementierungen zu verzichten. Die in der Kulturrevolution abgeschafften Prüfungen wurden wieder eingeführt.

## Instabile Machtbalance
Huas Ordnungs- und Modernisierungskoalition war auf die Zusammenarbeit mit den pragmatischen Teilen der Partei, die unter der Kulturrevolution zu leiden hatten, angewiesen. Hua, der selbst ein Aufsteiger der Kulturrevolution war, deren Auswüchse er zugleich zu beschränken suchte, strebte einen Interessenausgleich zwischen Gewinnern und Verlierern der Kulturrevolution an, der sich als unmöglich erwies. In der Partei wuchs alsbald der Druck in Richtung auf eine Rehabilitierung Deng Xiaopings. Auf dem 11. Parteitag im August 1977 wurde Hua als „weiser Vorsitzender“ gefeiert, aber gleichzeitig erstarkte der Reformflügel um Deng Xiaoping, der im Dezember 1978 auf der 3. Plenartagung des 11. Zentralkomitees in wesentlichen Punkten seinen Kurs durchsetzen konnte.
Die in dieser Zeit an der Parteispitze bestehende instabile Machtbalance aus der Hua- und der Deng-Fraktion – zwischen denen die Veteranen Ye Jianying und Li Xiannian standen, die je nach Thema für die eine oder die andere Seite stimmten – kippte schließlich mehr und mehr zugunsten der Deng-Strömung. Während Hua und seine Anhänger unbedingte Treue zu Mao forderten und die „Fortsetzung des Klassenkampfs“ mit Kritik an „Rechtsabweichungen“ und „kapitalistischen Tendenzen“ weiterhin als wesentliche Aufgabe beim Aufbau des Sozialismus ansahen, erhoben die Dengisten – ihrerseits unter Berufung auf Maos Parole „Die Wahrheit in den Tatsachen suchen“ – die Praxis zum Kriterium für die Richtigkeit politischer Positionen und erklärten die Entwicklung der Wirtschaft zur absoluten Priorität. Die Durchsetzung der Deng-Linie hatte zur Folge, dass die aus der Kulturrevolution stammenden Mitbestimmungsrechte der Arbeiter in den Industriebetrieben beseitigt wurden. 1979 wurden die in der Kulturrevolution als Verwaltungseinheiten entstandenen „Revolutionskomitees“ aufgelöst mit der Begründung, sie diskutierten zu viel und leisteten zu wenig.
Die entscheidende Streitfrage jedoch betraf die Landwirtschaft. Hua hielt an seiner Orientierung am Modell Dazhai fest, also an dem Programm, auf dem Land die Bildung großer Kollektiveinheiten voranzutreiben, in denen eine umfassende Mechanisierung möglich ist. Die Reformer um Deng strebten genau das Gegenteil an, die Auflösung schlecht funktionierender Kollektive und die Übergabe des Landes an die Bauernfamilien zur privaten Bewirtschaftung („Verantwortlichkeitssystem“). Zur Schwächung Huas hat zweifellos beigetragen, dass sein Modernisierungsprogramm mit zahlreichen überzogenen und unrealistischen Zielsetzungen einherging.

## Außenpolitik
Auf außenpolitischem Gebiet wurde unter Hua die in den späten Mao-Jahren entstandene, praktisch vor allem gegen die Sowjetunion gerichtete „Theorie der drei Welten“ offiziell zur Doktrin erhoben. In den Jahren unter Hua Guofeng hielt China an der Auffassung fest, ein neuer Weltkrieg sei auf Dauer unvermeidlich – vor allem auf dieser Frage hatte Anfang der 1960er Jahre der ideologische Streit mit der Sowjetunion beruht, die von der Möglichkeit einer dauerhaften friedlichen Koexistenz von Sozialismus und „Imperialismus“ ausging. Jetzt allerdings wurde die Sowjetunion selbst bezichtigt, die gefährlichste kriegstreiberische Macht zu sein.
Die Drei-Welten-Theorie beschrieb als „erste Welt“ die imperialistischen „Supermächte“ USA und Sowjetunion, wobei der „Sozialimperialismus“ der nach chinesischer Auffassung ab Mitte der 1950er Jahre vom Sozialismus abgekommenen und „revisionistisch“ und „sozialfaschistisch“ degenerierten Sowjetunion noch gefährlicher und aggressiver sei als der US-Imperialismus. Als „zweite Welt“ galten die Länder Europas, die unter dem Einfluss der „Supermächte“ standen, aber ein Interesse hatten, sich aus der Unterwerfung unter deren Vorherrschaft zu befreien. In der „dritten Welt“, den Entwicklungsländern, als deren Sprecher China sich damals noch sah, wurde ebenfalls in erster Linie der Kampf gegen das „Hegemoniestreben“ der „Supermächte“ als entscheidend betont (siehe auch blockfreie Staaten). Chinas Diplomatie bemühte sich nun, eine Annäherung zwischen „dritter“ und „zweiter“ Welt und eine Stärkung der Position der Länder Europas im Kampf gegen den „Hegemonismus“ herbeizuführen.
Huas Besuche in Jugoslawien und Rumänien im Jahr 1978 demonstrierten das besondere Interesse, in Osteuropa die Bestrebungen nach Eigenständigkeit und Unabhängigkeit von der Sowjetunion zu fördern. Das Anfang der 1960er Jahre entstandene Bündnis mit Albanien zerbrach hingegen – der isolationistische und ideologisch rigorose Kurs Albaniens widersprach dem Interesse Chinas an verstärkter Zusammenarbeit mit Europa. Aber auch die 1972 begonnene Annäherung an die USA wurde fortgesetzt. Der 1979 als „Strafaktion“ geführte Krieg gegen das sowjetisch beeinflusste Vietnam wegen dessen Intervention im Kambodscha der „Roten Khmer“ diente zweifellos dazu, das Wohlwollen der USA zu erlangen. 1979 besuchte Hua auch die Bundesrepublik Deutschland. Eine Fahrt auf dem Rhein sprengte den Zeitplan, da Hua von dieser sehr angetan war und diese deshalb verlängert wurde.

## Sturz in Etappen
Ab Ende 1978 gelang es Deng Xiaoping, der selbst als Stellvertreter Huas in den Ämtern des Parteivorsitzenden und Ministerpräsidenten fungierte, im Politbüro den Einfluss von Huas halbmaoistisch-linkszentristischem Flügel zu schwächen und Reformer wie Hu Yaobang und Zhao Ziyang zu stärken. 1980 gab Hua das Amt des Ministerpräsidenten an Zhao Ziyang ab.
Um die Jahreswende 1980/81 fand der lange erwartete Schauprozess gegen die „Viererbande“ statt. Dabei gelang es Jiang Qing, die Anklage, sie und ihre Mitstreiter hätten „konterrevolutionär“ gegen Mao gehandelt, als unsinniges Konstrukt darzulegen. Hua Guofengs Versuch, die „Viererbande“ zum alleinigen Sündenbock für alle Fehlleistungen in China seit 1966 zu machen, erwies sich als unhaltbar. Stattdessen wurde klar, in welchem Umfang Hua selbst lange Zeit mit der politischen Strömung verbunden war, für die die „Viererbande“ stand. So bedeutete der Prozess für Hua das politische Aus. 1981 wurde Hua auch als Parteivorsitzender abgelöst. An seine Stelle trat der liberale Reformer Hu Yaobang, der bereits ab 1980 die Funktion eines neben dem Vorsitzenden stehenden Generalsekretärs wahrgenommen hatte.
Man verzichtete aber darauf, einen spektakulären Sturz zu inszenieren. Hua behielt 1981 noch seinen Sitz im Politbüro, aus dem er erst auf dem 12. Parteitag im September 1982 ausschied. Mit Huas Abgang wurden die letzten Funktionäre, deren Aufstieg mit der Kulturrevolution zusammenhing, aus der Parteispitze entfernt. Gleichzeitig wurde die als „Verantwortlichkeitssystem“ bezeichnete Reprivatisierung der Landwirtschaft vollständig durchgesetzt.
Hua blieb aber weiterhin Mitglied des Zentralkomitees und bekleidete bis in die 1990er Jahre verschiedene repräsentative, aber einflusslose Posten. Letztmals wurde er auf dem 15. Parteitag 1997 ins Zentralkomitee gewählt. Auf dem 16. Parteitag 2001 kandidierte er im Alter von 80 Jahren nicht mehr. Noch auf dem 17. Parteitag im Herbst 2007 trat Hua auf, obwohl er die Altersgrenze längst überschritten hatte. Gerüchte, Hua sei aus Protest gegen die Reformpolitik aus der Partei ausgetreten, hatten sich als gegenstandslos erwiesen.
Hua Guofeng starb am 20. August 2008 im Alter von 87 Jahren in Peking.

## Veröffentlichungen
- Die ganze Partei mobilisieren für noch größere Anstrengungen in der Landwirtschaft und für den Aufbau von Kreisen vom Typ Dadschai. Verlag für fremdsprachige Literatur, Peking, 1975.
- Nachruf des Genossen Hua Guo-feng, des 1. Stellvertretenden Vorsitzenden des ZK der KP Chinas und des Vorsitzenden des Staatsrats, auf der Massentrauerkundgebung für den großen Führer und Lehrer, Vorsitzenden Mao Tsetung. In: Roter Morgen, Zentralorgan der KPD/Marxisten-Leninisten, Nr. 40 vom 2. Oktober 1976, 10. Jahrgang, S. 9.
- Rede auf der II. Landeskonferenz zum Lernen von Dadschai in der Landwirtschaft. Verlag für fremdsprachige Literatur Peking, 1977.
- Weiterführung der Revolution unter der Diktatur des Proletariats bis zur Vollendung. Zum Studium von Band V der „Ausgewählten Werke Mao Tsetungs“. Verlag für fremdsprachige Literatur, Peking, 1977.
- Politischer Bericht auf dem XI. Parteitag der Kommunistischen Partei Chinas. In: Der XI. Parteitag der Kommunistischen Partei Chinas, Dokumente. Verlag für fremdsprachige Literatur, Peking, 1977.